# Francesco Provenzale
Francesco Provenzale (25. září 1624 Neapol – 6. září 1704 tamtéž) byl italský barokní skladatel a pedagog. Je znám především jako učitel slavného kastráta Nicola Grimaldiho.

## Život
Až do roku 1658 není o životě Francesca Provenzale nic známo. Předpokládá se, že studoval na neapolské konservatoři Conservatorio della Pietà dei Turchini pod vedením Giovanniho Salvatoreho a Erasma Bartoliho. V roce 1658 byla v Neapoli v divadle Teatro San Bartolomeo provedena jeho opera Teseo. V dochovaném bookletu k tomuto představení je uvedeno, že již byl autorem oper Il Ciro, Xerxes a Artemisia, které byly v témže divadle uvedeny v letech 1653–1657. Stojí za zaznamenání, že opera nazvaná Il Ciro byla v roce 1654 provedena v Benátkách v divadle Teatro Santi Giovanni e Paolo a její část zkomponoval Francesco Cavalli. Je pravděpodobné, že opery Xerxes a Artemisia vznikly přepracováním původních oper tohoto skladatele. V té době Provenzale rovněž komponoval hudbu pro hudební společnost Fabiarmonici, která působila v Neapoli od roku 1650.
V roce 1660 se oženil s Chiarou Basileovou, se kterou měl syna Giuseppe a dcery Grazii a Annu Marii. Na jaře roku 1663 se stal maestrem na neapolské konservatoři Conservatorio di S Maria di Loreto, kde již předtím dva roky vyučoval. Pro tuto konzervatoř napsal několik oratorií: Il martirio di San Gennaro (1663), La colomba ferita (1672), La fenice d'Avila (1672) a patrně i La Vittoria fuggitiva (1672). Tyto práce měly značný úspěch nejen mezi studenty školy, ale i v celé Neapoli. Vedle toho měla v roce 1671 v divadle Teatro San Bartolomeo premiéru opera Il schiavo di sua moglie a v roce 1674 opera Difendere l'offensore overo La stellidaura vendicata
Získal si i znamenitou pověst v církevních kruzích. Zastával místa kapelníka a sbormistra v chrámech San Domenico Maggiore (1667), Sant'Angelo a Nilo (1669), Monte degli Agonizzanti in Santa Maria Ancillarum (1679) a v klášteře Monastero di Santa Chiara (1679). V roce 1665 byl jmenován maestrem della Fidelissima Città di Napoli v královské kapli pokladů (Tesoro di San Gennaro) neapolské katedrály a v roce 1680 čestným maestrem královské kaple. V roce 1684 ho však v této funkci vystřídal Alessandro Scarlatti. Provenzale dále pracoval v královské kapli jako Scarlattiho asistent a po odchodu Scarlattiho z Neapole se v roce 1704 nakrátko stal hlavním maestrem. V témže roce však zemřel ve věku 79 let. Maestrem se pak stal jeden z jeho nejlepších žáků, Gaetano Veneziano.

## Dílo
Z Provenzalova díla se dochovaly pouze zlomky. Kromě několika chrámových skladeb to jsou opery Il schiavo di sua moglie, Difendere l'offensore overo La Stellidaura vendicante a náboženské melodrama La colomba ferita.
Jevištní díla
- Il Ciro (libreto Giulio Cesare Sorrentino, 1653 Neapol, 1654 Benátky doplněno Francesco Cavalli)
- Xerse (1655, Neapol Teatro San Bartolomeo)
- Artemisia (1657, Neapol Teatro San Bartolomeo)
- Il Theseo, o vero L'incostanza trionfante (1658 Neapol Teatro San Bartolomeo)* La Cloridea (libreto Pedro Sanz Palomera, 1660 Neapol)
- Il martirio di S. Gennaro (dramma sacro, libreto Gennaro Paolella, 1663 a 1664 Neapol)
- La Statira (libreto Giovanni Francesco Busenello, 1666 Neapol, přepracování opery Cavalliho z roku 1656)
- La Geneviefa (oratorium, možná i opera, 1666 a 1667 Palermo)
- La Bisalva (libreto Sanz Palomera, 1667 Neapol)
- La colomba ferita. Opera sacra di S. Rosalia (libreto Giuseppe Castaldo, 1670 Neapol)
- Il schiavo di sua moglie (1671 Neapol Teatro San Bartolomeo)
- La fenice d'Avila Teresa di Gesù (dramma sacro, libreto Giuseppe Castaldo, 1672 Neapol)
- La vittoria fuggitiva (dramma sacro, libreto Castaldo, 1672 Neapol, přepracování opery F. Marinelliho)
- Difendere l'offensore overo La Stellidaura vendicante (libreto Andrea Petrucci, 1674 Neapol)
- La vita di S. Rosa (dramma sacro, libreto G. Castaldo, 1679 Neapol)
- L'infedeltà abbattuta (oratorium, možná přepracování opery La Rosmene overo L'infedeltà fedele, Alessandra Scarlattiho, 1688 Neapol)